# Landa
La landa è un habitat caratterizzato da una vegetazione arbustiva aperta, a crescita bassa, che si trova spesso su suoli acidi e poco fertili.
Le lande possono trovarsi in tutto il mondo. Sono frequenti in Australia in zone umide e sub-umide, in particolare in seguito a incendi. In Sudafrica ci sono lande, più diversificate ma di minore estensione, così come in California, in Nuova Caledonia, Cile e lungo le coste del Mar Mediterraneo. Oltre a queste grandi estensioni di lande, l'habitat può trovarsi in altre zone, sparse qua e là in tutto il mondo (a eccezione dell'Antartide). In Europa le troviamo, ad esempio, in Francia: le Landes de Gascogne occupano un'intera regione naturale per circa 1,5 milioni di ettari, situata allo sbocco del bacino aquitano sull'Oceano Atlantico, e che si estende su ben tre dipartimenti dell'Aquitania.

## Caratteristiche

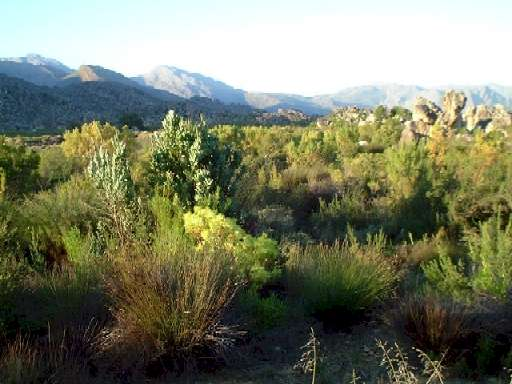
Fynbos, la landa tipica del Sudafrica.

Le lande sono favorite dove le condizioni climatiche sono particolarmente calde e secche (specie in estate) e i suoli acidi, a bassa fertilità, spesso sabbiosi e ben drenati. Le torbiere possono trovarsi solo dove il suolo è poco drenato, ma sono di solito d'estensione minore. Le lande sono caratterizzate da arbusti bassi (0,2–2 m).
La vegetazione di una landa è spesso molto ricca di piante e nelle lande dell'Australia si trovano circa 3700 specie endemiche o tipiche. Il fynbos del Sudafrica è secondo solo alle foreste pluviali tropicali per biodiversità vegetale con oltre 7000 specie . Le lande europee hanno, invece, un aspetto spesso desolato e povero, con una flora composta per lo più da brughi, eriche e ginestre.
Le lande, che in Italia sono dominate dal brugo, si chiamano comunemente brughiere, sebbene talvolta si restringa questo termine solo alle lande che si trovano ai margini della Pianura padana e nella fascia prealpina. In Gran Bretagna le lande poste su colline e altopiani si chiamano moorlands.

## Lande antropogeniche

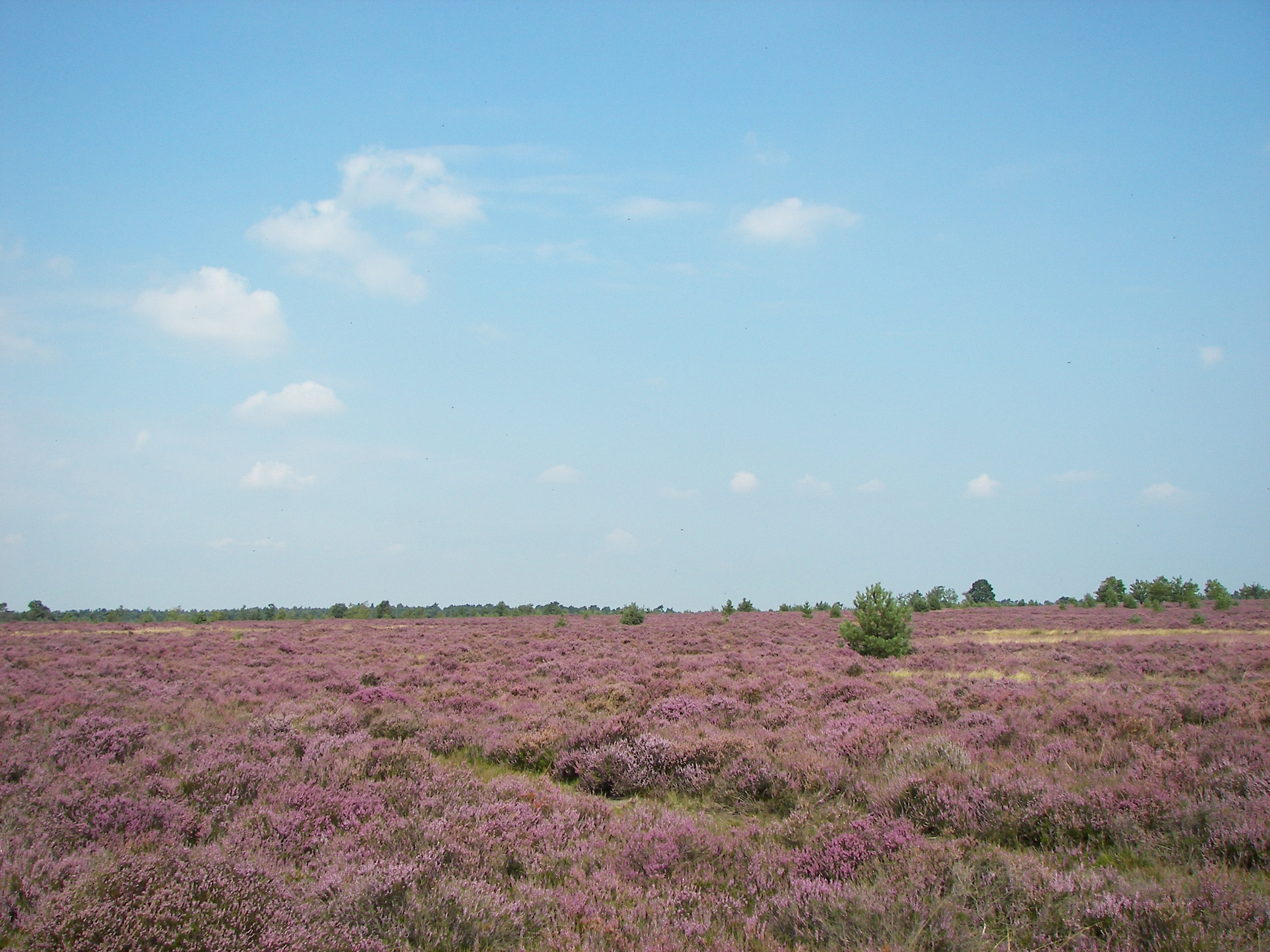
Landa di Luneburgo, una landa antropogenica.

Le lande antropogeniche sono un paesaggio culturale che può esser trovato in tutto il mondo in posti differenti come l'Europa settentrionale e occidentale, le Americhe, l'Australia, la Nuova Zelanda il Madagascar, e la Nuova Guinea, dove sono state create dall'abbattimento delle foreste naturali da parte dell'uomo nel corso dei secoli, nonché dal pascolo di animali e da incendi.
In alcuni casi questo processo può andare avanti fino a che intere parti della landa sono ridotte a sabbia e dune sabbiose, con un microclima desertico che, anche in Europa, può toccare temperature di 50 °C in estate, seccando le parti sabbiose che confinano con la landa ed esponendola al rischio di incendi. Recentemente è stata riconosciuta l'importanza della conservazione di queste lande create dall'uomo e così le aree sono state protette. Tuttavia sono sempre minacciate dalla riforestazione naturale conseguente all'abbandono dei pascoli e dagli incendi artificiali nonché dall'espansione delle città.

## In Italia
In Italia, le lande sono tipiche di paesaggi poco fertili come le brughiere dell'Italia settentrionale, la Maremma, nonché delle aree costiere a clima mediterraneo dove si trova la tipica vegetazione di macchia e nell'area centrale, a clima continentalizzato (spesso definito "steppico") della Sicilia.